# 恩茨河畔法伊英根
恩茨河畔法伊英根（發音：[ˈfaɪɪŋən ʔan deːɐ̯ ˈʔɛnts]）是德国巴登-符腾堡州斯图加特行政区路德维希堡县的城市，面积73.4平方千米，2023年12月31日人口为29,387人。